# Richard Ford
Richard Ford, född 16 februari 1944 i Jackson i Mississippi, är en amerikansk roman- och novellförfattare. Han är främst känd för romanen Sportjournalisten (The Sportswriter, 1986) och uppföljarna Självständighetsdagen (Independence Day, 1995) och Som landet ligger (The Lay of the Land, 2006), samt novellsamlingen Vinterfiske (Rock Springs, 1987) och romanen Kanada (Canada, 2012). Han tilldelades Pulitzerpriset 1996 för Självständighetsdagen.

## Biografi
Richard Ford studerade litteratur och avlade examen 1966. Därefter arbetade han som lärare och baseballtränare. Han påbörjade en juristutbildning men hoppade av efter en termin. Sedan fortsatte han sina studier vid University of California.
Han debuterade 1976 med En bit av mitt hjärta (A Piece of My Heart), som nominerades till Hemingwaypriset för bästa debutroman. Ford hade dock ingen större ekonomisk framgång med sitt författande, så han blev sportjournalist för tidskriften Inside Sports. Han blev arbetslös när den lades ner, varefter han skrev romanen Sportjournalisten om en sportjournalist, vilken blev en bestseller.

### Romaner
- 1976 – A Piece of My Heart (En bit av mitt hjärta, översättning: Hans Björkegren, 1979)
- 1981 – The Ultimate Good Luck (Att pröva lyckan, översättning: Kerstin Aronsson, 1992)
- 1986 – The Sportswriter (första romanen med Frank Bascombe; Sportjournalisten, översättning: Nille Lindgren, 1988)
- 1990 – Wildlife (Löpeld, översättning: Caj Lundgren, 1990)
- 1995 – Independence Day (andra romanen med Frank Bascombe;Självständighetsdagen, översättning: Caj Lundgren, 1996)
- 2006 – The Lay of the Land (tredje romanen med Frank Bascombe; Som landet ligger, översättning: Hans Berggren, 2007)
- 2012 – Canada (Kanada, översättning: Nille Lindgren, 2013)
- 2023 – Be Mine (femte romanen med Frank Bascombe;Bli min, översättning: Niclas Nilsson, 2024)

### Berättelser
- 1987 – Rock Springs (på svenska 1989 Vinterfiske, översättning: Caj Lundgren)
- 1997 – Women with Men: Three Stories (på svenska 1999 Kvinnor med män: tre noveller, översättning: Caj Lundgren)
- 2002 – A Multitude of Sins (på svenska 2002 Syndernas mångfald, översättning: Hans Berggren)
- 2004 – Vintage Ford
- 2014 – Let Me Be Frank With You (på svenska 2014, fjärde romanen med Frank Bascombe; Kan jag vara Frank med dig?, översättning: Inger Johansson och Nille Lindgren)

### Biografier
- 2017 – Between Them: Remembering My Parents (på svenska 2017 Mellan dem: till minne av mina föräldrar, översättning: Nille Lindgren)

### Filmmanuskript
- 1990 – Bright Angel

## Priser och utmärkelser
- Pulitzerpriset för skönlitteratur 1996 för Independence Day